# Astragalus jejunus
Astragalus jejunus es una especie de planta del género Astragalus, de la familia de las leguminosas, orden Fabales.

## Distribución
Astragalus jejunus se distribuye por Estados Unidos.

## Taxonomía
Fue descrita científicamente por S. Wats. Fue publicada en Botany [Fortieth Parallel]: 73, 442 (1871).